# سفره‌ماهی نقاب‌دار فلفلی
سفره‌ماهی نقاب‌دار فلفلی (نام علمی: Neotrygon picta) نام یک گونه از سرده سفره‌ماهی نقاب‌دار است.